# Avishai Margalit
Avishai Margalit (Afula, 22 marzo 1939) è un filosofo e saggista israeliano professore di filosofia all'Institute for Advanced Study di Princeton (New Jersey).

## Biografia
Nato nella Palestina britannica, quando ancora lo Stato d'Israele non era stato fondato, crebbe e studiò a Gerusalemme, dove si laureò nel 1963 in Filosofia, e poi in Economia nel 1965. Egli ottenne una terza laurea nel 1970 dall'Università Ebraica di Gerusalemme, dalla quale uscì con il massimo dei voti; il noto filosofo Yehoshua Bar-Hillel, suo professore, lo aiutò nella stesura della tesi, riguardo allo Stato cognitivo della metafisica. Appena laureatosi, divenne professore presso la sua stessa università, che lasciò solo nel 2006 per il più celebre Institute for Advanced Study. Ha tenuto conferenze anche ad Oxford e ad Harvard. Ha scritto alcuni articoli per la rivista culturale-letteraria newyorkese The New York Review of Books. 
Di idee progressiste, Margalit è tra i fondatori del movimento pacifista israeliano Peace Now. Studioso di grande fama, ha collaborato con diversi colleghi, tra i quali si ricordano Ian Buruma e Moshe Halbertal. I suoi studi sono stati premiati dal Premio Emet nel 2007.

## Opere
- La società decente, a cura di A. Villani, Collana Biblioteca contemporanea, Guerini e Associati, 1989, ISBN 978-88-780-2902-6.
- Volti d'Israele, traduzione di D. Francesconi, Collana Le sfere n.1, Roma, Carocci, 2000, ISBN 978-88-430-1524-5.
- Ian Buruma-Avishai Margalit, Occidentalismo. L'Occidente agli occhi dei suoi nemici, traduzione di Nina Isola, Collana Stile libero.Big, Torino, Einaudi, 2004, ISBN 978-88-061-7198-8.
- L'etica della memoria, traduzione di V. Ottonelli, Collana Intersezioni n.306, Bologna, Il Mulino, 2006, ISBN 978-88-151-1381-8.
- Sporchi compromessi, traduzione di G. Mancini, Collana Intersezioni n.377, Bologna, Il Mulino, 2011, ISBN 978-88-151-5063-9.
- Sul tradimento, traduzione di Barbara Del Mercato e Dario Ferrari, Collana Piccola Biblioteca.Nuova serie, Torino, Einaudi, 2017, ISBN 978-88-062-3554-3.